# Drick ur ditt glas

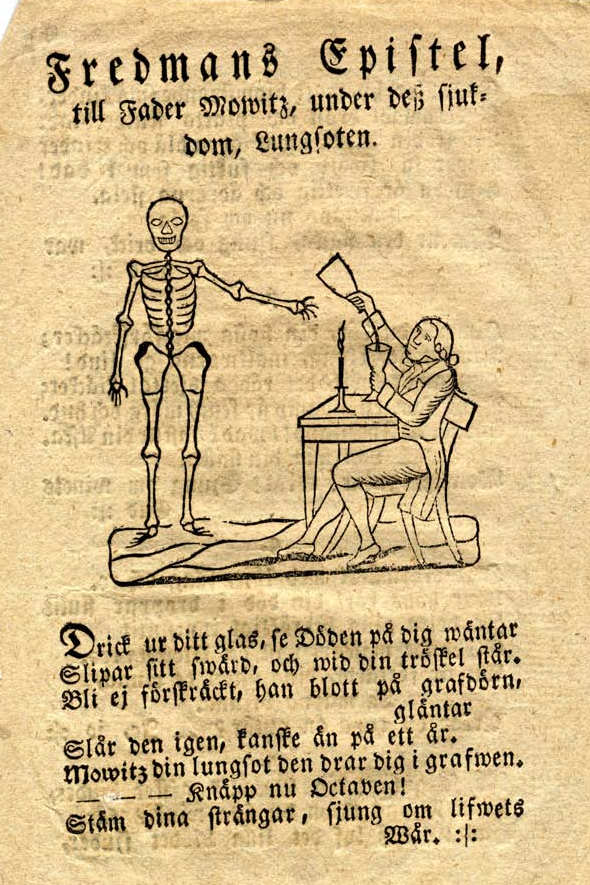
Skillingtryck från 1825.

Drick ur ditt glas, se Döden på dig väntar, Till fader Movitz, under dess sjukdom, lungsoten, eller Fredmans epistel n:o 30 är en av Fredmans epistlar. I sången tar Fredman till farväl av Movitz, som är sängliggande, döende i lungsot (tuberkulos). Liemannen står redan vid tröskeln, och Fredmans beskrivning av vännens märkta kropp är förfärlig.
Syftet är dock inte främst att redogöra för elände, utan att skildra hur Movitz och Fredman försöker dränka sorgen i sprit och musik. Fredman uppträder som parodisk själasörjare, vars sista omsorg är att se till att Movitz får en färdknäpp före den sista resan. Det sociala perspektivet finns med, men är underordnat parodin och den bacchanaliska logiken.